# Lisa Petersdotter
Lisa Petersdotter, känd som "Guds fru", var en svensk visionär och väckelsepredikant. Hon tillhörde den väckelsevåg som uppkom i Sverige vid 1800-talets början och som hade flera kvinnliga profiler. Hon var verksam som predikant i Östergötland och Småland. 